# Kamigamo-jinja
Le Kamigamo-jinja (上賀茂神社) est un important sanctuaire shinto fondé en 678 et situé sur les rives de la Kamo-gawa au nord de Kyoto,. Son nom formel est « sanctuaire Kamo-wakeikazuchi » (賀茂別雷神社, Kamo-wakeikazuchi jinja).
C'est l'un des plus anciens sanctuaires shinto du Japon et un des dix-sept monuments historiques de l'ancienne Kyoto qui ont été inclus dans les listes du patrimoine mondial par l'UNESCO. En japonais, le terme « Kamo-jinja » est une référence générale à Kamo-jinja et Kamigamo-jinja, les sanctuaires Kamo traditionnellement liés de Kyoto. Le Kamo-jinja a pour fonction de protéger Kyoto contre les influences malignes.
Le nom jinja identifie la famille Kamo de kamis ou divinités qui sont vénérées. Le nom se réfère également au bosquet de bois à proximité du sanctuaire, vestige de la forêt vierge de Tadasu no Mori. En outre, le nom du sanctuaire renvoie aux premiers habitants de la région, le clan Kamo, dont beaucoup continuent de vivre près du sanctuaire que leurs ancêtres ont servi.
Kamigamo-jinja est dédié à la vénération de Kamo Wake-ikazuchi, le kami du tonnerre.

## Histoire

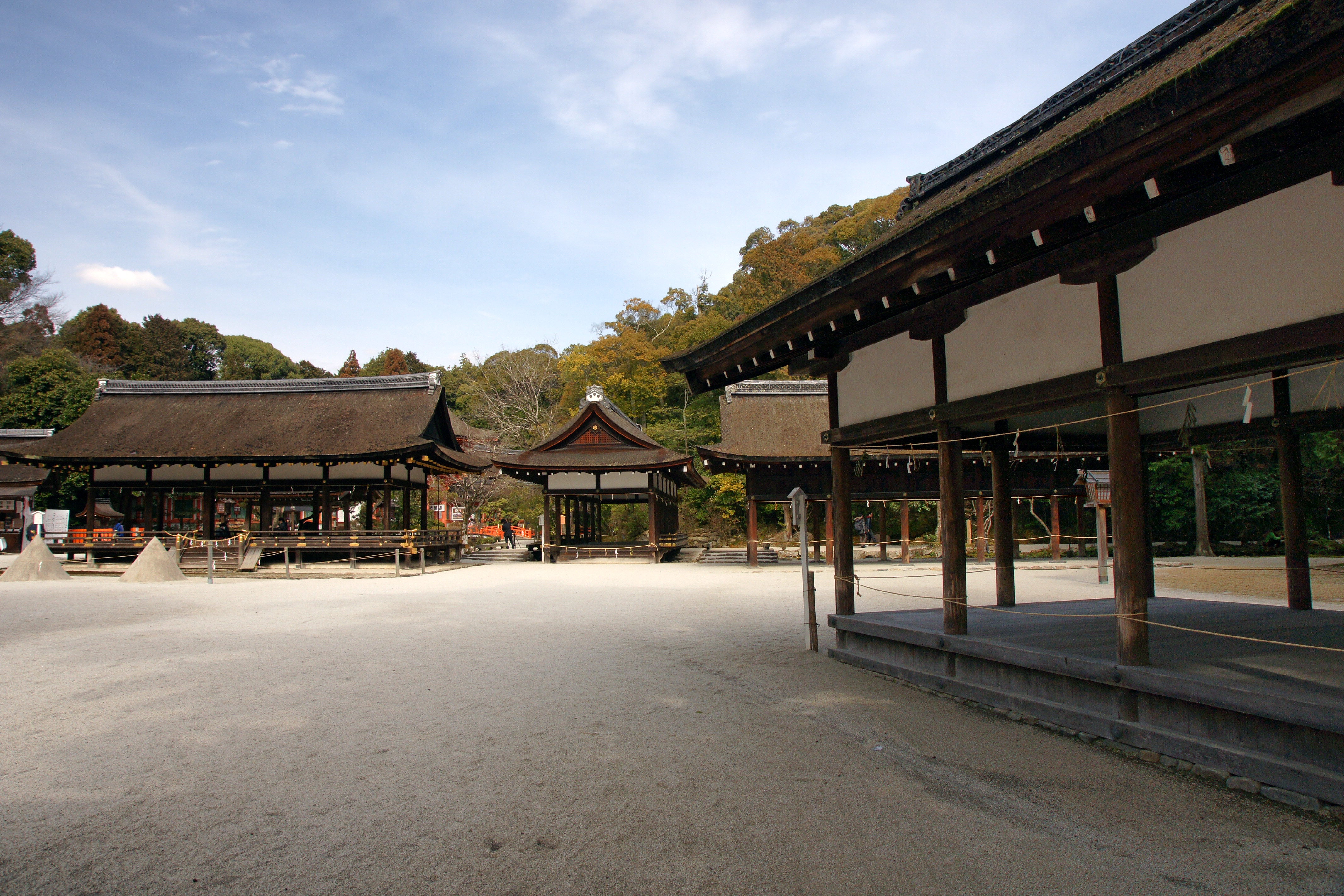
Une étendue sereine à Kamigamo-jinja.

Le sanctuaire bénéficie du patronage impérial au début de l'époque de Heian.
Des pièces du règne de empereur Heizei (806-809) mentionnent que Kamo-jinja mioya fait partie d'un certain nombre d'établissements auxquels a été accordé un sceau divin à employer sur les documents. Ce sceau est vénéré dans son propre et spécifique mikoshi (Oshite-jinja). Cet octroi d'un sceau spécial et les pratiques associées à son utilisation et à sa préservation sont conformes à un modèle établi par l'empereur Konin (770-781) en 778 (ère Hōki 9).
En 965, l'empereur Murakami ordonne que des messagers impériaux soient envoyés pour informer des événements importants les kamis protecteurs du Japon, y compris Kamo Wake-ikazuchi.
Avec le Shimogamo-jinja, le Kamigamo a été désigné comme l'un des sanctuaires shinto de tête (ichi-no-miya) pour l'ancienne province de Yamashiro.
De 1871 jusqu'à 1946, Kamigamo est officiellement classé parmi les kanpei-taisha (官幣大社) du système moderne de classement des sanctuaires shinto, ce qui signifie qu'il se situe au premier rang des sanctuaires financièrement soutenus par l'État.

### Visites impériales
- 794 (ère Enryaku 13) : l'empereur Kammu passe dans le cadre d'une grande procession[12].
- 942 (ère Tengyō 5, 29e jour du 4e mois) : l'empereur Suzaku rend visite au temple en remerciement de sa restauration pour la paix[12].
- 979 (ère Tengen 2, 10e jour du 10e mois) : l'empereur En'yū décide qu'une visite impériale Hachiman au sanctuaire Iwashimizu doit être jumelée avec une visite à Kamo[13].
- 1711 (ère Hōei 8) : l'empereur Nakamikado trouve refuge au hosodono[14] quand le palais est devenu inhabitable[15].

## Bâtiments
Le sanctuaire est renommé pour son haiden (bâtiment du culte), reconstruit en 1628-1629 (ère Kan'ei 6).
Un certain nombre de résidences de prêtres sont situées sur le site dont l'une, la maison Nishimura, est ouvert au public.

### Galerie d'images

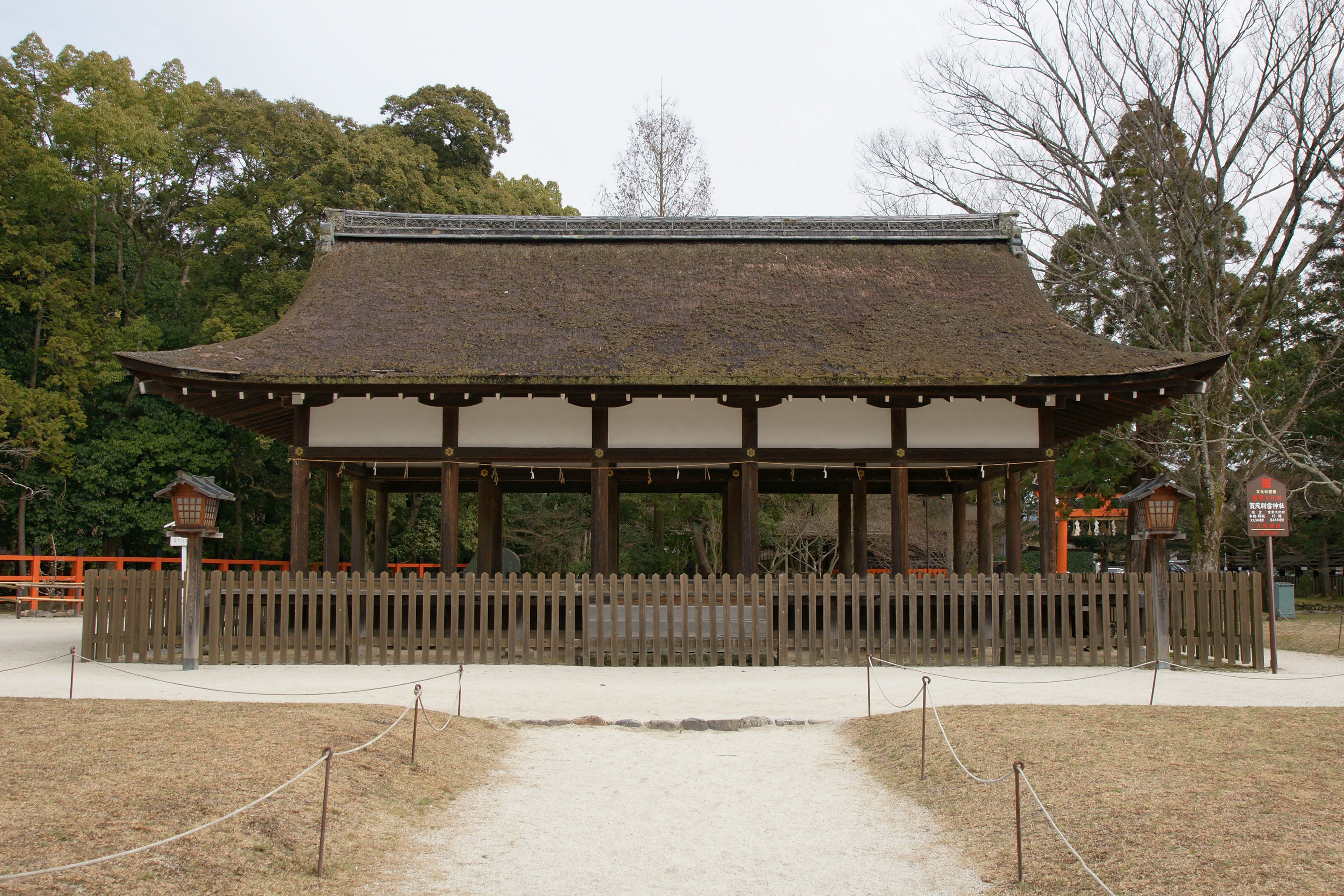
Geheiden.
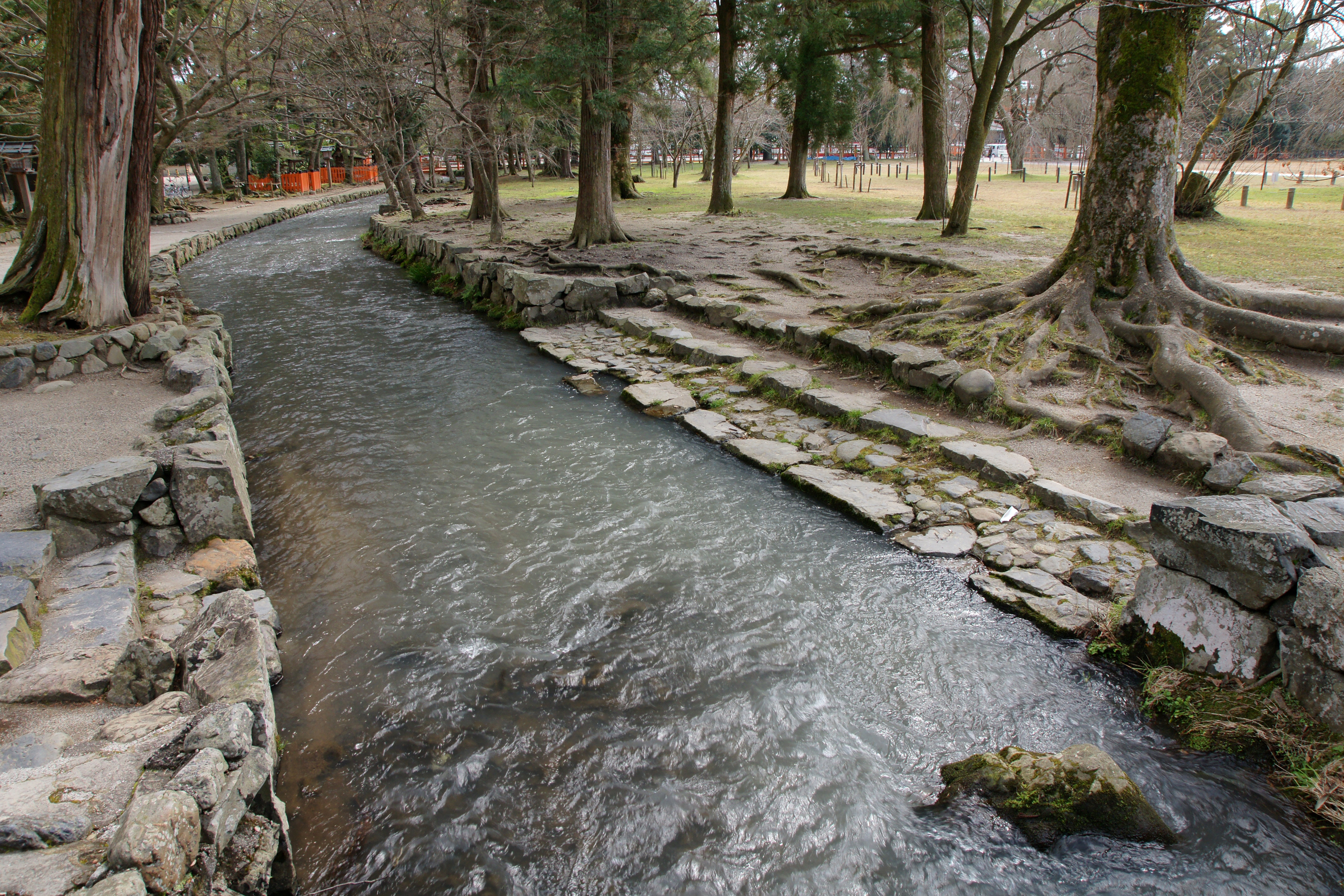
Nara-no-ogawa.
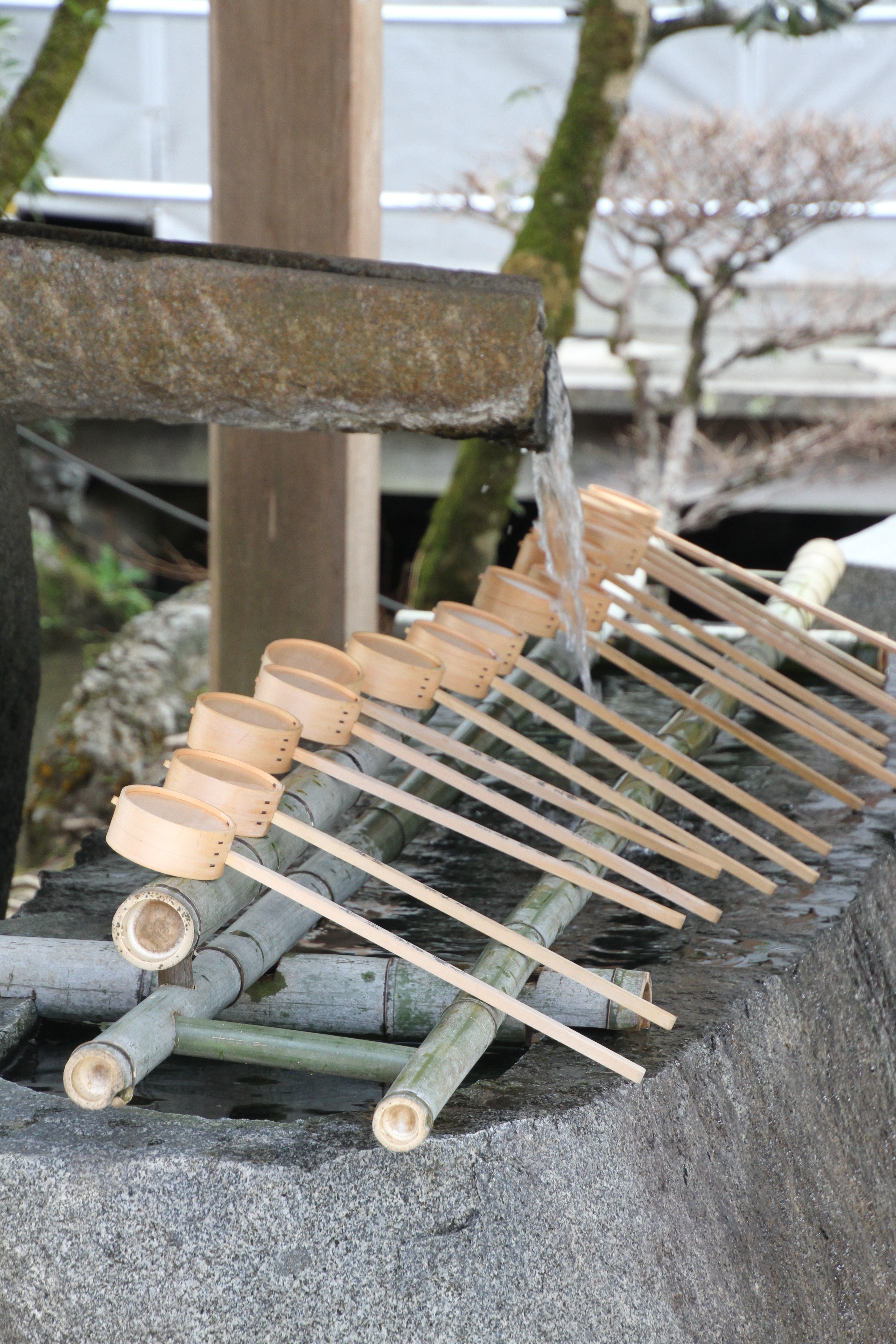
Chozuya.
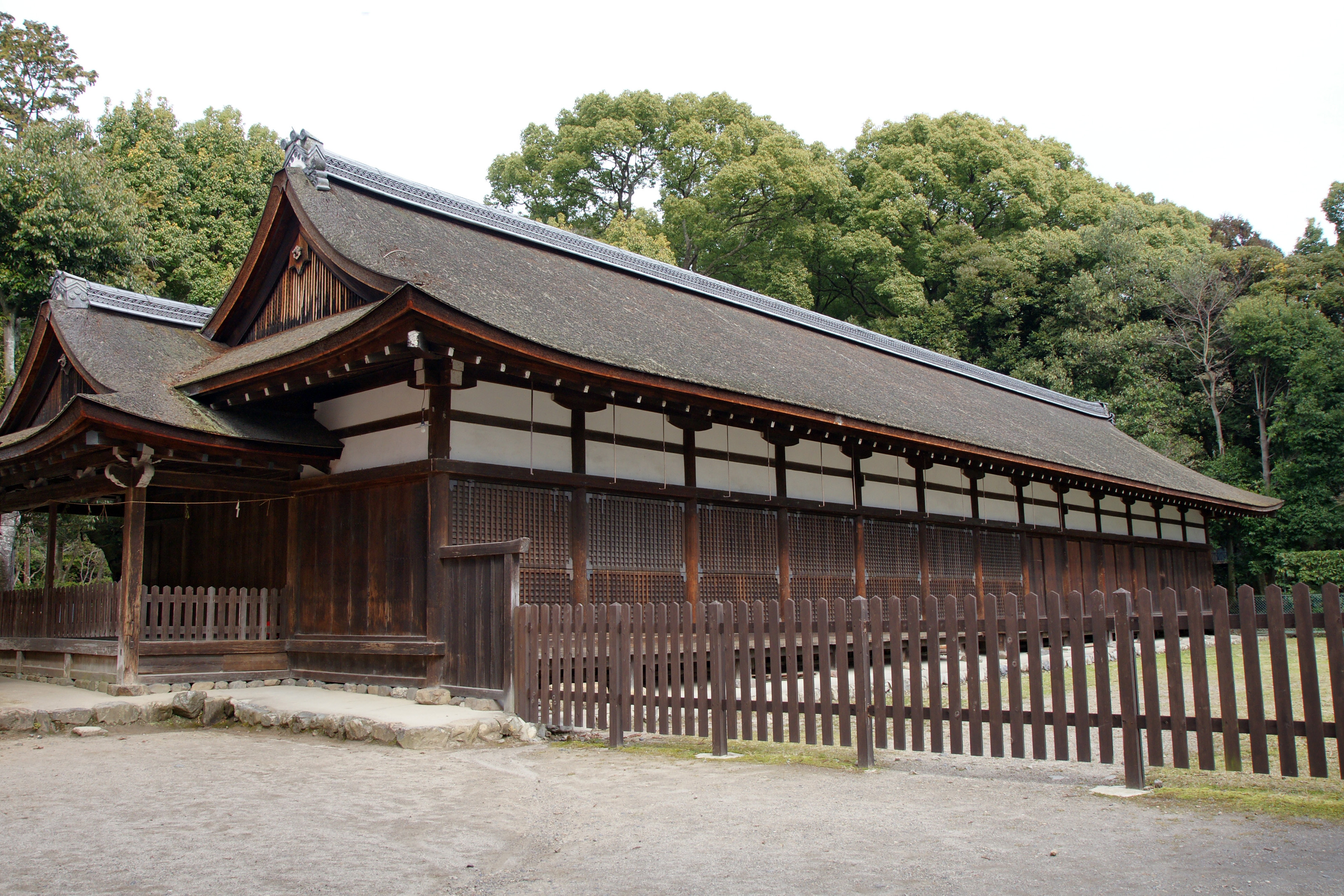
Kita-shinsenjo.
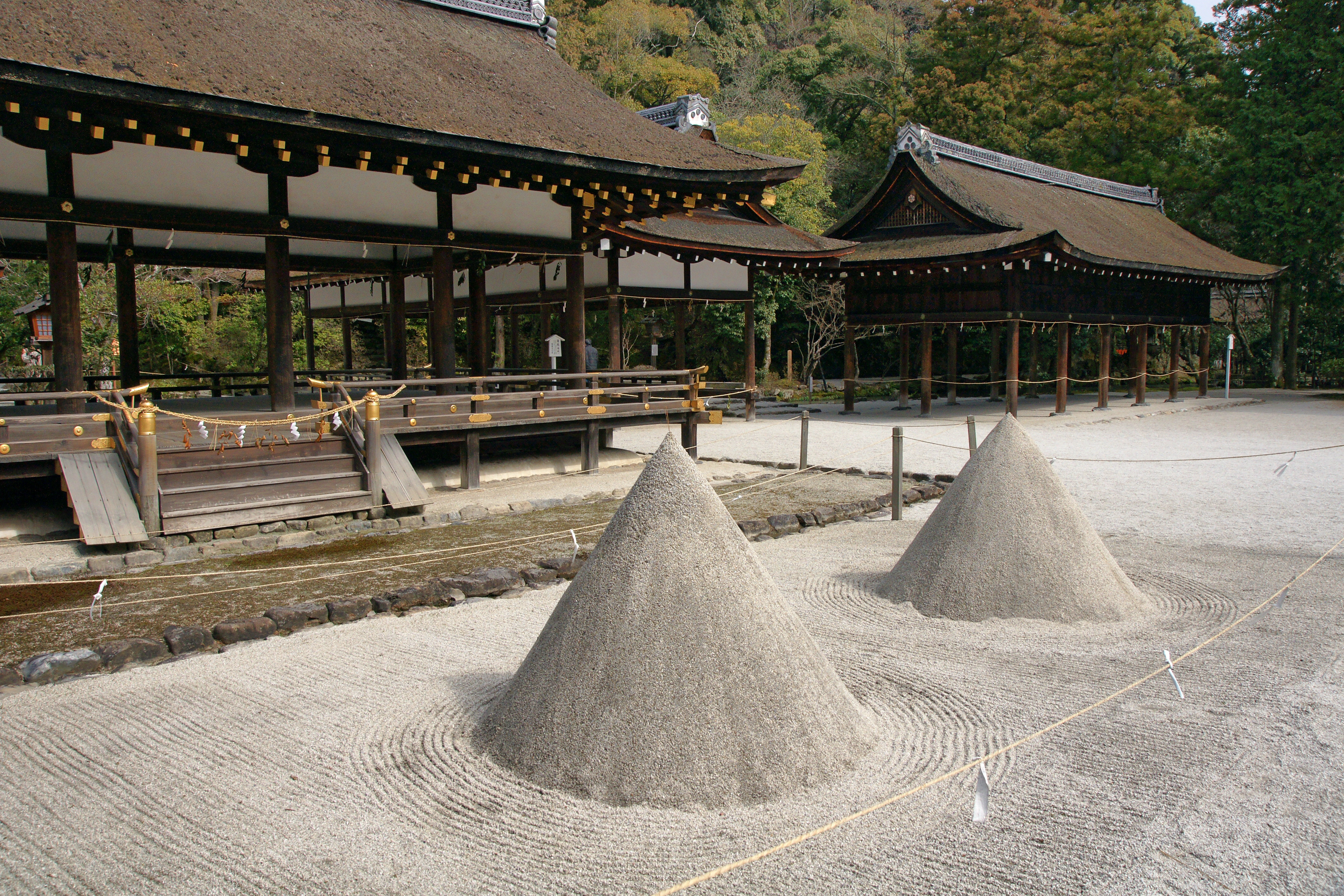
Tatesuna[16] et hosodono.
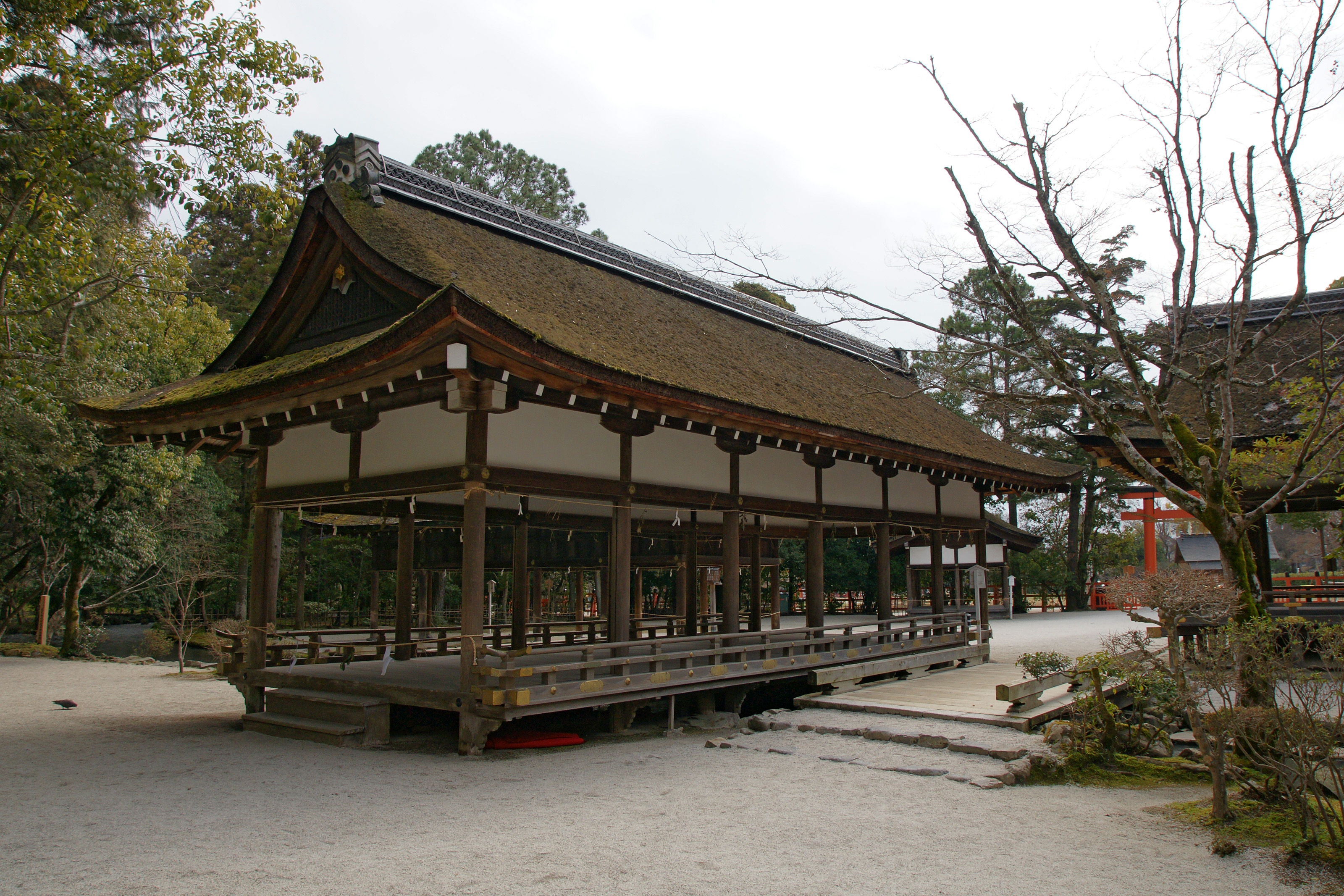
Hashiden.
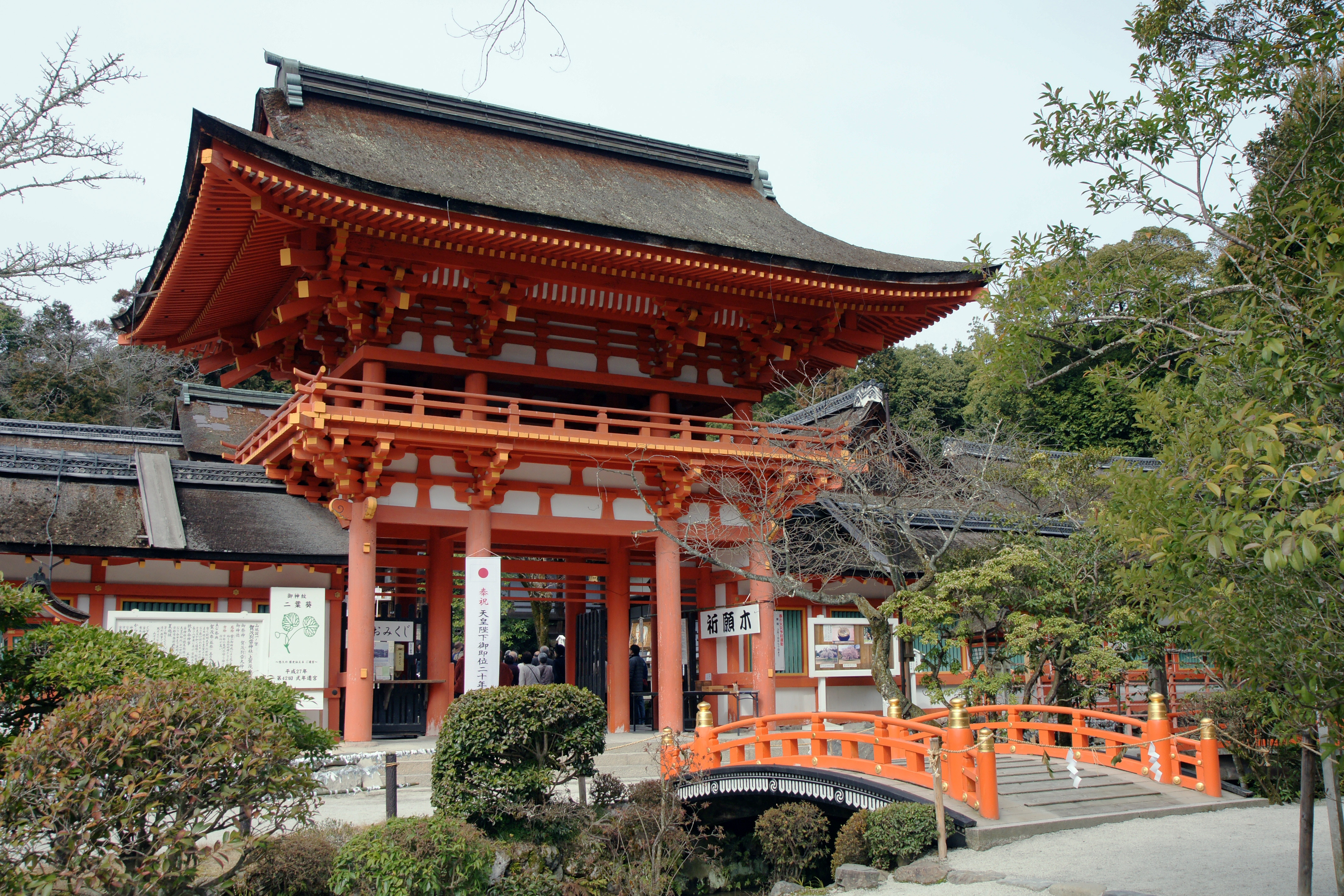
Rōmon.
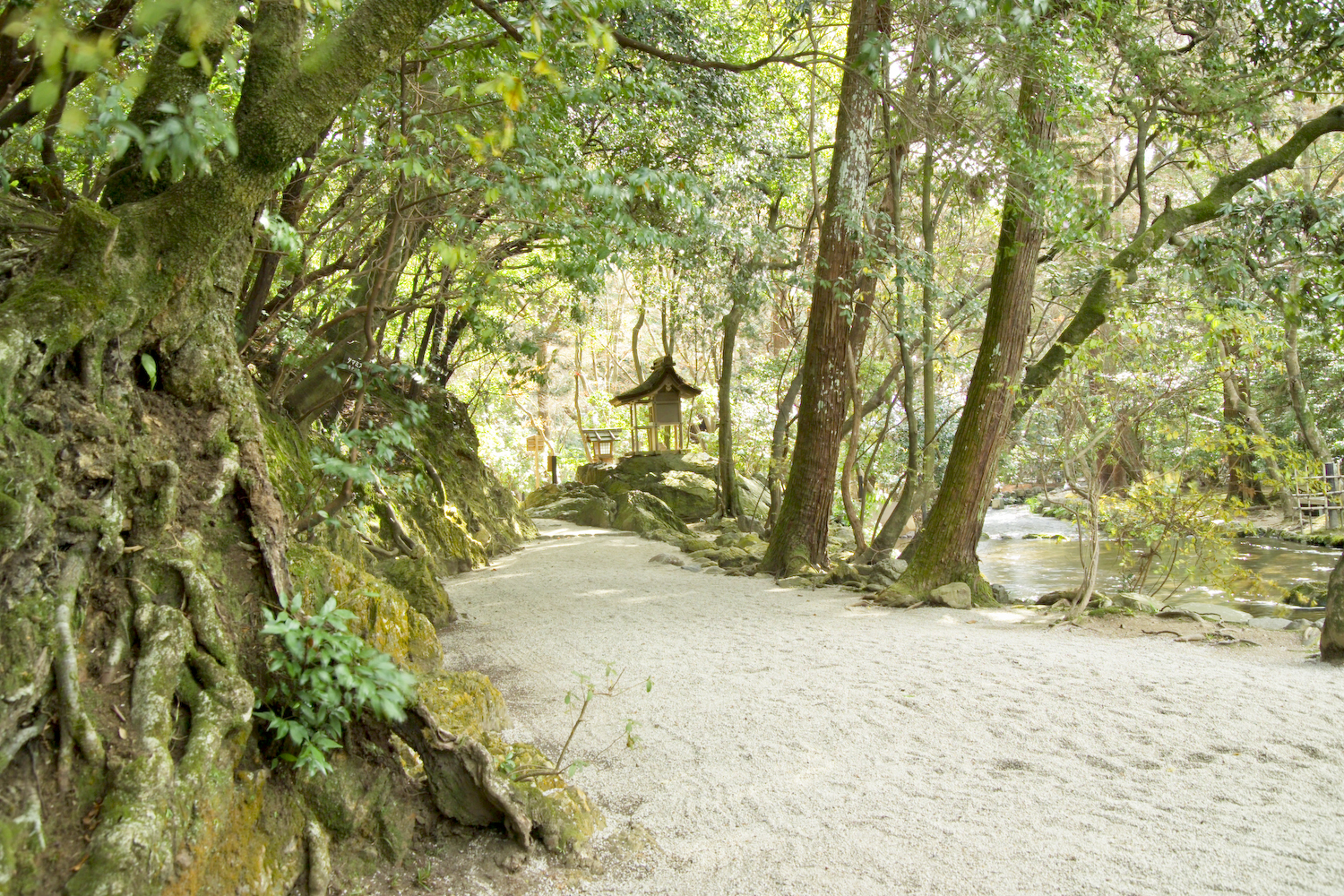
Vestiges de la forêt primaire.
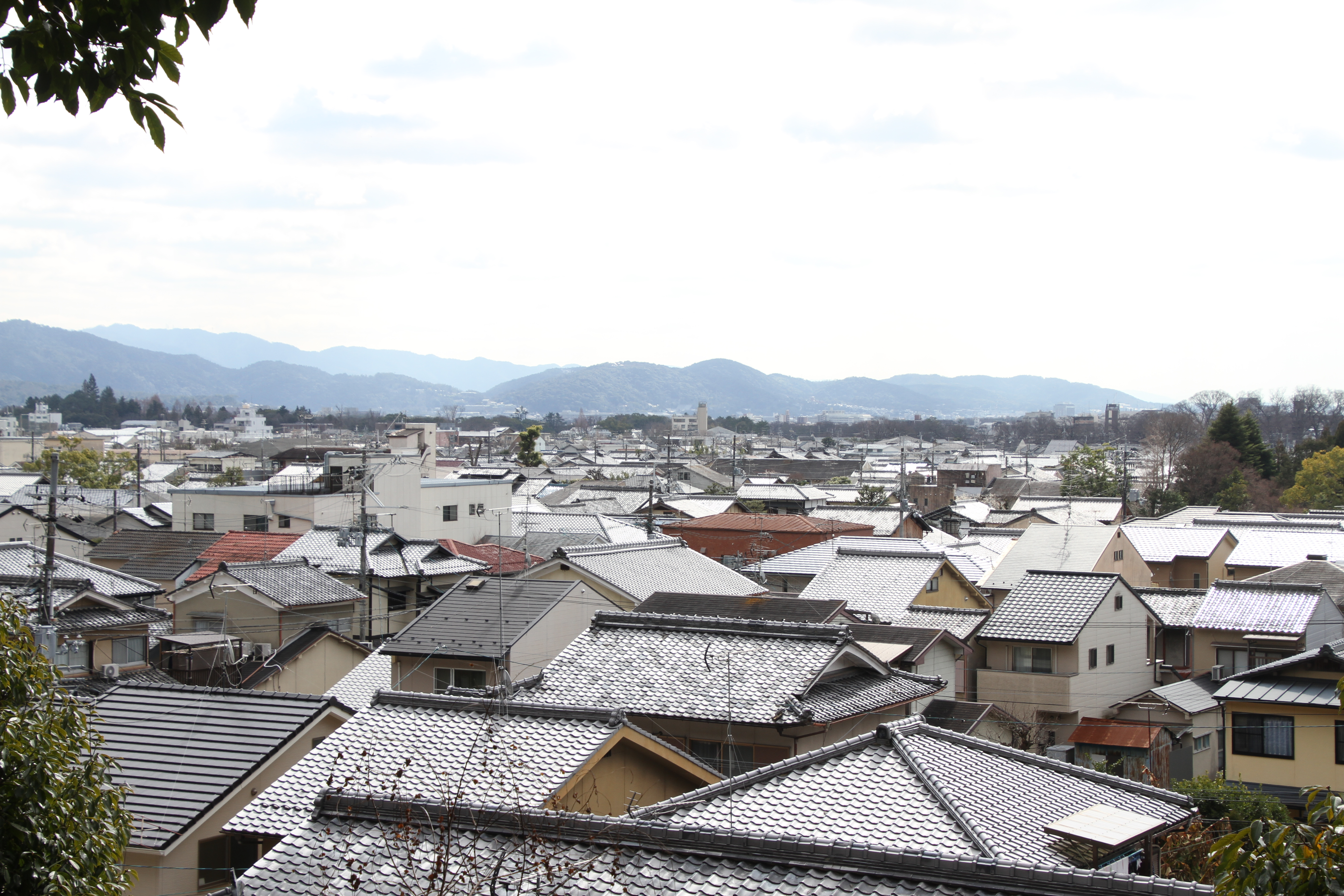
Vue sur la ville.
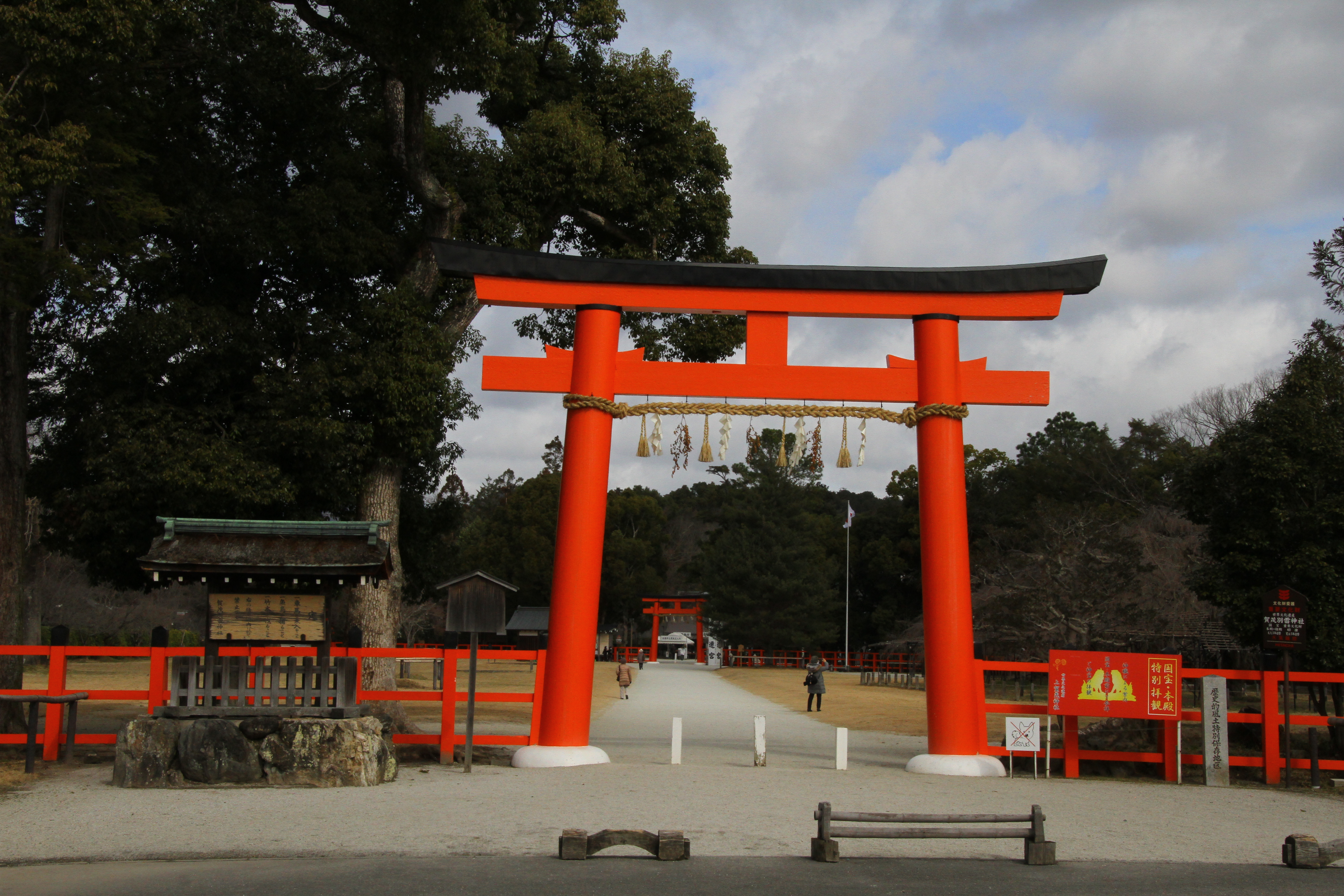
Grand torii accès Sud.